# Sahara (film 1943)
Sahara – amerykański film z 1943 roku w reżyserii Zoltana Kordy.

## Obsada
- Humphrey Bogart jako sierżant Joe Gunn
- Bruce Bennett jako Waco Hoyt
- Lloyd Bridges jako Fred Clarkson
- Dan Duryea jako Jimmy Doyle
- J. Carrol Naish jako Giuseppe
- Rex Ingram jako sierżant Tambul

## Nagrody i nominacje
| Nazwa nagrody | Wygrane            | Nominacje |
| ------------- | ------------------ | --- |
| Oscar         | 1944 bez rezultatu | 1944 Najlepszy aktor drugoplanowy J. Carrol Naish Najlepsze zdjęcia - filmy czarno-białe Rudolph Maté Najlepszy dźwięk John P. Livadary Columbia Pictures SSD |